# Дискография Blue System
Дискография немецкой поп-группы Blue System состоит из 13 студийных альбомов, 29 синглов, 6 сборников и 26 клипов.
Первый сингл группы «Sorry Little Sarah» вышел в 1987 году, который вошел в чарты 5-ти стран, включая родину Дитера Болена, создателя группы и автора всех песен.
Самый пик популярности Blue System пришелся на конец 80-х — начало 90-х годов. За это время были выпущены самые популярные международные хиты и альбомы группы — «Sorry Little Sarah»,  «My Bed is Too Big», «Under My Skin», «Magic Symphony», «Love me on the Rocks» и другие. Во второй половине 90-х группа Blue System резко меняет направление и начинает исполнять песни в жанре евродэнс. В этом жанре было выпущено 4 студийных альбома: X-Ten, Forever Blue, Body To Body, Here I Am.

## Альбомы
| Год  | Название             | Позиции в чартах | Позиции в чартах | Позиции в чартах | Позиции в чартах | Позиции в чартах | Позиции в чартах |
| ---- | -------------------- | ---------------- | ---------------- | ---------------- | ---------------- | ---------------- | ---------------- |
| Год  | Название             | Германия         | Австрия          | Швейцария        | Венгрия          | Чехия            | Польша           |
| 1987 | Walking on a Rainbow | 11               | —                | —                | —                | —                | —                |
| 1988 | Body Heat            | 20               | 23               | —                | —                | —                | —                |
| 1989 | Twilight             | 11               | 30               | 26               | —                | —                | —                |
| 1990 | Obsession            | 14               | 18               | —                | —                | —                | —                |
| 1991 | Seeds of Heaven      | 11               | 12               | —                | —                | —                | —                |
| 1991 | Déjà Vu              | 18               | 27               | —                | —                | —                | —                |
| 1992 | Hello America        | 29               | 21               | —                | 34               | 13               | —                |
| 1993 | Backstreet Dreams    | 5                | 22               | —                | 30               | —                | —                |
| 1994 | 21st Century         | 11               | —                | —                | —                | —                | —                |
| 1994 | X-Ten                | 24               | —                | —                | —                | —                | —                |
| 1995 | Forever Blue         | 18               | —                | —                | 32               | —                | —                |
| 1996 | Body To Body         | 29               | —                | —                | 40               | —                | —                |
| 1997 | Here I Am            | 38               | —                | —                | —                | —                | 34               |

## Синглы
| Год  | Название                          | Позиция в чартах | Позиция в чартах | Позиция в чартах | Позиция в чартах | Позиция в чартах | Позиция в чартах | Позиция в чартах |
| ---- | --------------------------------- | ---------------- | ---------------- | ---------------- | ---------------- | ---------------- | ---------------- | ---------------- |
| Год  | Название                          | Германия         | Южная Африка     | Испания          | Греция           | Австрия          | США              | Швейцария        |
| 1987 | Sorry Little Sarah                | 14               | 19               | 6                | 12               | 10               | —                | —                |
| 1988 | Big Boys Don’t Cry                | —                | —                | —                | —                | —                | —                | —                |
| 1988 | My Bed is Too Big                 | 10               | —                | —                | 29               | 4                | —                | —                |
| 1988 | She’s A Lady                      | —                | —                | 14               | —                | —                | —                | —                |
| 1988 | Under My Skin                     | 6                | —                | —                | —                | 12               | —                | 18               |
| 1988 | Silent Water                      | 13               | —                | —                | —                | 16               | —                | —                |
| 1989 | Love Suite                        | 14               | —                | —                | —                | —                | —                | —                |
| 1989 | Magic Symphony                    | 10               | —                | —                | —                | 23               | —                | 21               |
| 1989 | Love Me On The Rocks              | —                | —                | —                | —                | —                | —                | —                |
| 1990 | 48 Hours                          | 29               | —                | —                | —                | 28               | —                | —                |
| 1990 | Love Is Such A Lonely Sword       | 16               | —                | —                | —                | 13               | —                | —                |
| 1990 | When Sarah Smiles                 | 63               | —                | —                | —                | —                | —                | —                |
| 1991 | Déjà Vu                           | 12               | —                | —                | —                | 16               | —                | —                |
| 1991 | Lucifer                           | 25               | —                | —                | —                | 8                | —                | —                |
| 1991 | Testamente D’Amelia               | 34               | —                | —                | —                | —                | —                | —                |
| 1991 | It’s All Over (feat. Дайон Уорик) | 60               | —                | —                | —                | —                | 84               | —                |
| 1992 | Romeo & Juliet                    | 25               | —                | —                | —                | 22               | —                | —                |
| 1992 | I Will Survive                    | 30               | —                | —                | —                | —                | —                | —                |
| 1993 | History                           | 26               | —                | —                | —                | —                | —                | —                |
| 1993 | Operator                          | 87               | —                | —                | —                | —                | —                | —                |
| 1994 | 6 Years — 6 Nights                | 47               | —                | —                | —                | —                | —                | —                |
| 1994 | That’s Love                       | —                | —                | —                | —                | —                | —                | —                |
| 1994 | Dr. Mabuse                        | —                | —                | —                | —                | —                | —                | —                |
| 1995 | Laila                             | 25               | —                | —                | —                | —                | —                | —                |
| 1996 | Only With You                     | 58               | —                | —                | —                | —                | —                | —                |
| 1996 | For The Children                  | 67               | —                | —                | —                | —                | —                | —                |
| 1996 | Body To Body                      | —                | —                | —                | —                | —                | —                | —                |
| 1997 | Anything                          | 79               | —                | —                | —                | —                | —                | —                |
| 1998 | Love Will Drive Me Crazy          | —                | —                | —                | —                | —                | —                | —                |

## Сборники
- 1997 When You Are Lonely
- 2009 40 Jahre ZDF Hitparade
- 2009 Magic Symphonies — The Very Best Of Blue System (3 CD)
- 2009 Steel Box Collection — Greatest Hits
- 2009 The History Of Blue System (2 CD)
- 2010 Das Nr. 1 Album

## Видеоальбомы
- 1990 All Around The World (All The Hits And Videos From 1987 To 1990) (BMG Video)

## Клипы
- Sorry Little Sarah
- Big Boys Don’t Cry
- My Bed is Too Big
- She’s A Lady
- Under My Skin
- Silent Water
- Love Suite
- Magic Symphony
- Love Me On The Rocks
- 48 Hours
- Love Is Such A Lonely Sword
- When Sarah Smiles
- Déjà Vu
- Lucifer
- Testamente D’Amelia
- It’s All Over
- Romeo & Juliet
- I Will Survive
- History
- Operator
- 6 Years — 6 Nights
- That’s Love
- Dr. Mabuse
- Laila
- Only With You
- For The Children
- Body To Body
- Anything
- Love Will Drive Me Crazy